# 卡哈馬卡

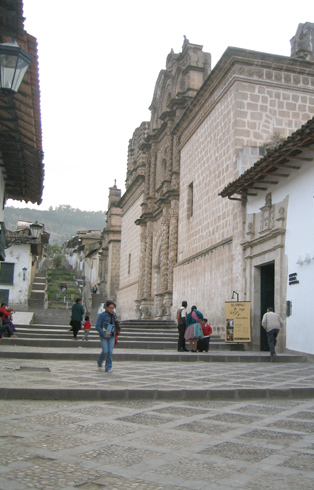

卡哈馬卡（西班牙語：Cajamarca）是秘魯的城市，位於該國西北部，也是卡哈馬卡大區的首府，距離首都利馬861公里，始建於1802年12月19日，面積392.47平方公里，海拔高度2,750米，2012年人口283,767。

## 外部連結
- Cajamarca map
- Cajamarca information, photos and travel
- Miracle Village International （页面存档备份，存于） a charity that works in Cajamarca with
- Villa Milagro （页面存档备份，存于）
- Davy College （页面存档备份，存于）
- MSN Map[永久]

7°09′52″S 78°30′38″W / 7.16444°S 78.51056°W